# Ouest (departman)
Ouest /=Zapad/, departman na Haitima uz obalu velikog zaljeva Gonâve uključujući i otok Gonâve. Ouest je jedan o najvećih i najvažnijih departmana Haitija koji se prostire na 4,827 km². Populacija mu iznosi 2,943,200 stanovnika (2002.), od kojih većina živi u Port-au-Prince, glavnom gradu države i središtu departmana. Sastoji se od 5 arrondissementa: l’Archaie, Croix-des-Bouquets, La Gonâve, Léogane i Port-au-Prince.